# Jo Siffert
Jo Siffert (n. 7 iulie 1936 – d. 24 octombrie 1971) a fost un pilot elvețian de Formula 1 care a evoluat în Campionatul Mondial între anii 1962 și 1971.
1. 1 2  „Jo Siffert”, Gemeinsame Normdatei, accesat în 27 aprilie 2014
2. ↑  Munzinger Sport[*] Verificați valoarea |titlelink= (ajutor)